# ادموند، ارل روتلند
ادموند، ارل روتلند (انگلیسی: Edmund, Earl of Rutland) (زاده ۱۷ مه ۱۴۴۳ - درگذشته ۳۰ دسامبر ۱۴۶۰) پنجمین فرزند و دومین پسر بازمانده ریچارد پلانتاژنه، سومین دوک یورک و سیسیلی نویل بود، او در روان متولد شد، در آن زمان روان پایتخت انگلیسی فرانسه تحت اشغال انگلستان بود و پدرش سردفتردار آنجا بود، او در سن ۱۷ سالگی و در طول یا مدت کوتاهی پس از نبرد ویکفیلد از سری جنگ‌های مشهور به جنگ رزها به دست لرد جان کلیفورد، نهمین بارون دی کلیفورد کشته شد.
او بانی ارل روتلند بود که این عنوان توسط هنری ششم به وی اعطا گردیده بود، هیچ اسنادی تا قبل از ۱۴۵۴ از این عنوان جهت ادموند و برادر بزرگترش ادوارد در دست نیست، بعد از این تاریخ و در ۱۴ ژوئن ۱۴۵۴ او نامه‌ای را خطاب به پدرش با عنوان اختصاری (ای. روتلند) و (ای. مارچ) امضا می‌کند